# Tim Lothar
 Der er for få eller ingen kildehenvisninger i denne artikel, hvilket er et problem. Du kan hjælpe ved at angive troværdige kilder til de påstande, som fremføres i artiklen.

Tim Lothar er en dansk vokalist, guitarist, trommeslager og sangskriver.

## Hæder
- International Award of Honour - German Blues Award 2014
- Best Danish Blues Album - Danish Music Awards 2009
- Danish Blues Artist of the Year - Copenhagen Blues Festival 2008
- Finalist: International Songwriting Competition 2012

## Diskografi
- Cut To The Bone (2006)
- In It For The Ride (2008)
- Stories (2012)
- More Stories (2018)

### Med andre
- Tim Lothar & Peter Nande - Two For The Road (2009)
- Tim Lothar & Holger "HoBo" Daub - Blues From The North (2013)
- Tim Lothar & Mojo WorKings - Traveling Blues Nights (2017)
- Tim Lothar, Peter Nande & Mik Schack - Walk Right In (2018)
- Tim Lothar & The Mojo - Old Cinema Session (2020)
- Tim Lothar & Holger “HoBo” Daub - Neu Darchau (2022)